# Satz von Minty-Browder
Der Satz von Minty-Browder oder auch Satz von Browder und Minty, englisch Minty-Browder theorem, ist ein mathematischer Lehrsatz der Nichtlinearen Funktionalanalysis. Er geht auf Arbeiten der beiden Mathematiker George Minty und Felix Browder aus den Jahren 1962 und 1963 zurück.
Der Satz behandelt die Frage der Bedingungen, unter denen ein monotoner Operator auf einem separablen reflexiven Banachraum über dem Körper der reellen Zahlen surjektiv ist. Er wird auch als Hauptsatz der Theorie monotoner Operatoren bezeichnet und gilt als nichtlineares Analogon zum Satz von Lax-Milgram. Der Satz findet vielfache Anwendung bei der Lösung nichtlinearer Randwertaufgaben der Variationsrechnung. Der Beweis des Satzes beruht auf dem Fixpunktsatz von Brouwer und der Galerkin-Methode.

## Formulierung des Satzes
Der Darstellung von Růžička bzw. Ciarlet folgend lässt sich der Satz von Minty-Browder angeben wie folgt:
Gegeben sei {\displaystyle X} ein separabler reflexiver Banachraum über {\displaystyle \mathbb {R} }. 
Sei dazu {\displaystyle A\colon X\to X^{'}=L(X,\mathbb {R} )} ein Operator von dem Banachraum in seinen Dualraum.
Der Operator {\displaystyle A} besitze folgende Eigenschaften:
 (a) {\displaystyle A} ist monoton.
 (b) {\displaystyle A} ist koerziv.
 (c) {\displaystyle A} ist hemistetig.

Dann gilt:
 (1) {\displaystyle A} ist surjektiv.
 (2) Für jedes {\displaystyle x^{'}\in X^{'}} ist die Faser {\displaystyle A^{-1}(x^{'})} eine abgeschlossene, beschränkte und konvexe Teilmenge von {\displaystyle X}.
 (3) Ist {\displaystyle A} zudem noch strikt monoton, so ist {\displaystyle A} sogar eine Bijektion.

## Erläuterungen zur Terminologie
Hinsichtlich der oben genannten Eigenschaften des Operators {\displaystyle A\colon X\to X^{'}} sind folgende Termini wesentlich:
- {\displaystyle A} ist monoton genau dann, wenn für {\displaystyle u,v\in X} stets gilt:

{\displaystyle \langle A(u)-A(v)\;,\;u-v\rangle \geq 0}
- Der Operator {\displaystyle A} ist strikt monoton genau dann, wenn für {\displaystyle u,v\in X} mit {\displaystyle u\neq v} stets gilt:

{\displaystyle \langle A(u)-A(v)\;,\;u-v\rangle >0}
- Der Operator {\displaystyle A} ist koerziv genau dann, wenn gilt:

{\displaystyle \lim _{\|x\|\to {\infty }}{\frac {\langle A(x)\;,\;x\rangle }{\|x\|}}={\infty }}.
- Der Operator {\displaystyle A} ist hemistetig genau dann, wenn für {\displaystyle u,v,w\in X} stets gilt:

Die auf dem Intervall {\displaystyle [0\;,\;1]} definierte reellwertige Funktion {\displaystyle t\mapsto \langle A(u+tv)\;,\;w\rangle } ist stetig.